# できるでショウか
『できるでショウか』は、1961年3月8日から同年5月24日まで日本テレビ系列で放送されていた日本テレビ製作のバラエティ番組である。トヨタ自動車の一社提供。全12回。放送時間は毎週水曜 18:15 - 18:45 （日本標準時）。

## 概要
毎回日本各地にいる珍しい経歴の持ち主、収集家、一芸に秀でたチャンピオンなどを特定のテーマに基いて招き、各々の技芸を披露してもらっていた番組。このほか、歌やダンスのコーナーも設けていた。テーマは「力持ち」「お金」「江戸百景」など。
司会は桂小金治が、アシスタントは丘野美子と田代みどりが務めていた。他にスリー・バンビーズと「意地悪一家」がレギュラーで出演していた。「意地悪一家」とは番組の狂言回し的存在のメンバーで、佐山俊二が一家の大黒柱役を、渋沢詩子が妻役を、高村信孝が息子役を務めていた。